# Darwin R. James

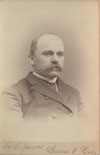
Darwin R. James

Darwin Rush James (* 14. Mai 1834 in Williamsburg, Massachusetts; † 19. November 1908 in Brooklyn, New York) war ein US-amerikanischer Politiker. Zwischen 1883 und 1887 vertrat er den Bundesstaat New York im US-Repräsentantenhaus.

## Werdegang
Darwin Rush James besuchte die Mount Pleasant Boarding School in Amherst (Massachusetts). Seine Familie zog 1847 nach Williamsburg (New York). 1850 ging er kaufmännischen Geschäften in New York City nach. Zwischen 1876 und 1882 war er Secretary im New York Board of Trade and Transportation. Danach war er zwischen 1876 und 1882 Park Commissioner von Brooklyn. Politisch gehörte er der Republikanischen Partei an. Bei den Kongresswahlen des Jahres 1882 wurde er im dritten Wahlbezirk von New York in das US-Repräsentantenhaus in Washington, D.C. gewählt, wo er am 4. März 1883 die Nachfolge von John Hyatt Smith antrat. Nach einer erfolgreichen Wiederwahl im Jahr 1884 verzichtete er auf eine erneute Kandidatur und schied nach dem 3. März 1887 aus dem Kongress aus. Danach hatte er 1890 den Vorsitz über das United States Board of Indian Commissioners und war 1898 Mitglied der New York Canal Commission. James verfolgte dann wieder seine kaufmännischen Geschäfte. Er verstarb am 19. November 1908 in Brooklyn und wurde dann auf dem Stadtfriedhof in Williamsburg (Massachusetts) beigesetzt.